# Nychiodes ticina
Nychiodes ticina là một loài bướm đêm trong họ Geometridae.